# 香港特別行政區成立十周年紀念
香港特別行政區成立十周年紀念（英文：10th Anniversary of the Hong Kong Special Administrative Region），或者香港特區成立十週年，是在香港回歸10週年（即2007年）期間由政府官方、民間所舉辦的活動總稱。2007年7月1日，香港特別行政區政府統籌的一連串為慶祝香港回歸十周年的紀念活動——香港特別行政區成立十周年紀念。

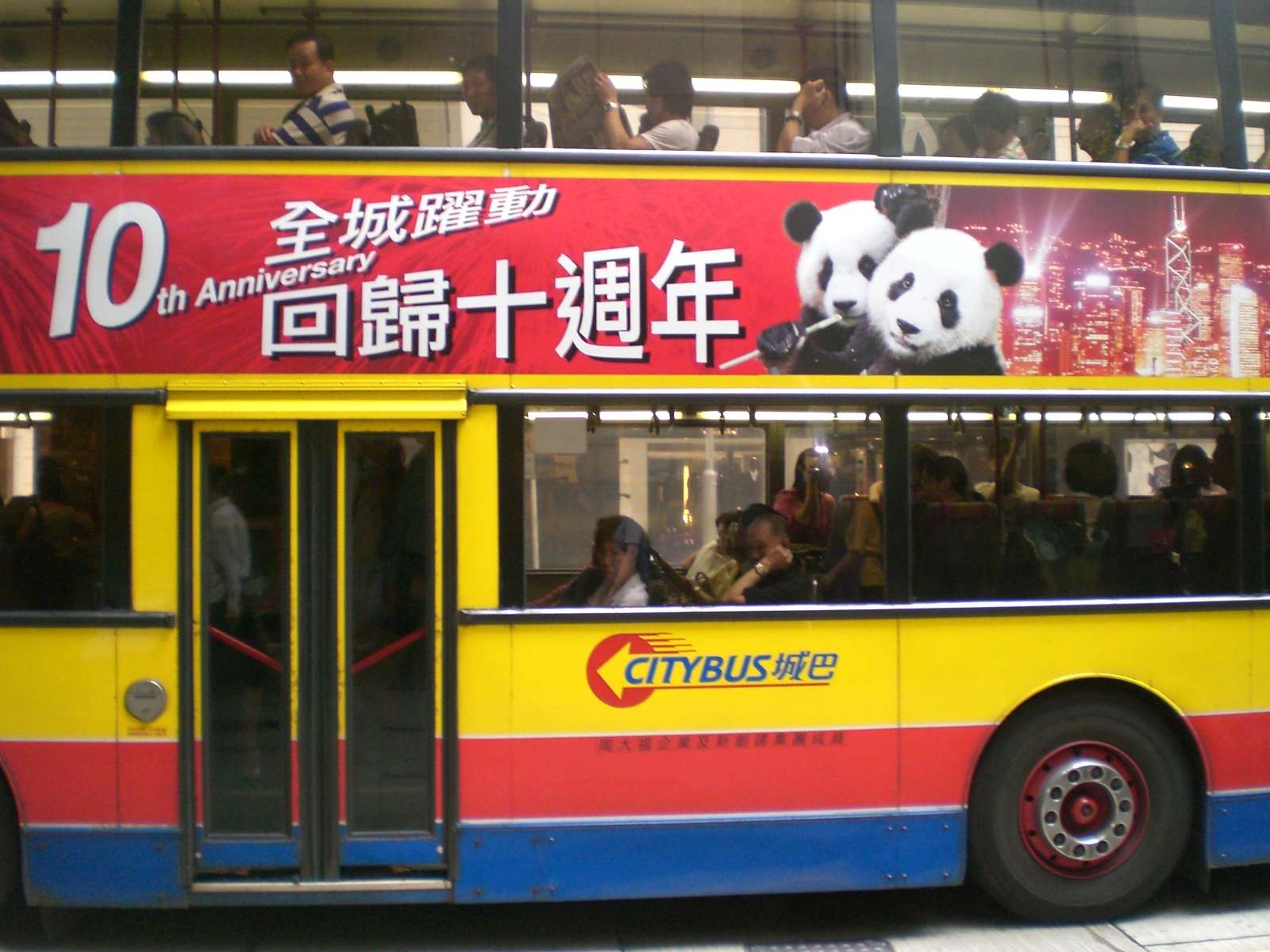
香港各界慶祝「回歸十周年」

## 籌備工作

### 前期籌備
身兼中國人民政治協商會議全國委員會委員的時任香港民政事務局局長何志平在北京出席兩會會議。他在與傳媒茶敘時表示，按內地的習慣，逢5周年及10周年之時均會大事慶祝，以取完滿之意。而香港亦於2008年8月舉行奧運馬術比賽，故當局初步構思一個跨越2007年及2008年的雙年慶祝計劃，將香港回歸十周年及奧運馬術比賽一同慶祝。他表示初步構思是希望在各項大型活動 中的冠名，都加上「慶祝回歸十周年」等字樣，希望能營造氣氛。政府亦會下放權力及資源予十八區區議會用 以美化香港，並由他們各自設計慶祝活動及粉飾布置，以務求達致各有特色，百花齊放的效果。他更指出內地多個省市部委及各界人士已主動向他表示，希望能 到香港與特區一同慶祝，並提供意見。適逢2007年7月1日是第三屆香港行政長官宣誓就職，他相信屆時將會有國家領導人到香港主持儀式。
由於慶祝活動規劃龐大，涉及民政事務局、政制事務局、經濟發展及勞工局、環境運輸及工務局及保安局等多個部門，因此政府或要成立一個跨部門統籌小組，專責處理籌辦工作，而政府除會調撥資源外，亦會向私人機構或企業尋求贊助。何志平期望是次活動除了能與民同樂外，亦希望慶祝活動可成為國情教育的一部分，以加深市民(特別是青少年)對國家的認識。
2006年5月21日，民政事務局局長何志平在出席公開活動後再次表示，由於2007年是香港回歸十周年，故整年都會被稱作「回歸年」，其時政府正籌備慶祝活動的工作，初步構思計劃在2007年內將有多個慶祝活動，正聽取各界人士對有關活動的意見，但具體計劃則未有腹稿，亦未知整項活動耗資金額以及會否邀請國家領導人到訪香港。
2006年5月24日及25日，多份香港報章報導指由於2007年是香港回歸十周年，加上7月1日是 第三屆香港特區政府官員宣誓就職之日，政府正積極準備長達1年的大型慶祝活動，並會特別成立一個辦事處統籌此事。並指政府內部希望「慶典年」的活動更多元 化，除慣常的煙花匯演、文藝表演、回歸盃等慶祝活動外，當局亦考慮藉此機會，就香港在中國發展所佔的位置舉辦一些大型研討會，藉此凝聚市民對香港未來發展 的共識，務求深化10周年活動的意義，故是次慶祝活動的基調不只是連串高興熱鬧的大型活動，亦會包括有關香港在內地發展定位的反思，以及總結港人治港 10年來的得失等，希望藉此帶出前瞻的信息，以免慶祝活動流於表面化，亦希望能更接近市民的想法。
2006年8月，香港政府決定由工業貿易署原署長楊立門出任統籌專員，負責策劃和部署2007年7月1日的慶祝盛事。另一方面，中央政府及香港特區政府對慶祝活動高度重視，由中共中央政治局常委、中國國家副主席曾慶紅任組長的「中共中央港澳工作協調小組」已於2006年7月的會議，決定黨總書記胡錦濤或國務院總理溫家寶於慶典期間到香港主持十周年慶典及新一屆特區政府就任儀式。為隆重其事，北京方面會由國務院港澳事務辦公室常務副主任陳佐洱親自督師；而香港則由政務司司長許仕仁負責。

### 後期籌備
在1997年7月1日出生的小朋友，與香港特別行政區一起成長，今年將會和特區一起慶賀十周歲生日。對他們來說，今年的生日將具有特別的意義。為了配合慶祝活動的主題，特區政府計劃在十周年的慶祝活動中，挑選適合的項目，邀請他們參與或出席，共同分享節日的喜悅。

## 活動經費及贊助
香港特區政府將舉辦一連串的大型慶祝活動，與民同樂。政府已經成立一個十周年慶祝活動基金，集合社會各界人士的捐款。基金將用以資助政府主辦或與團體合辦的大型慶祝活動，及撥給各區民政事務處或區議會，用以資助一些地區慶祝活動。

## 主題曲
2007年3月30日，政府公佈慶祝香港特區成立十周年主題曲，名為《始終有你》。由金培達作曲、陳少琪填詞，香港一眾流行歌星劉德華、譚詠麟、古巨基、李克勤、陳奕迅、容祖兒、Twins聯同粵劇紅伶李龍、尹飛燕，男高音歌唱家莫華倫聯合演唱。
- 官方網站

## 慶祝活動

### 國家領導人訪港
以中共中央總書記、國家主席胡錦濤為首的國家代表團在2007年6月29日中午在香港國際機場到達香港，其後在馬鞍山進行家訪以及會見香港體育代表，包括黃金寶、李靜、高禮澤等，晚上出席在香港禮賓府的香港特別行政區成立十周年晚宴。
6月30日早上，胡錦濤以中央軍委主席的身份到昂船洲檢閱解放軍駐港部隊。下午在香港會議展覽中心會見港區政協、港區人大代表、中資機構代表，以及澳門行政長官何厚鏵。傍晚出席由特區政府在怡東酒店的歡迎晚宴。晚上出席在香港會議展覽中心的慶祝香港回歸祖國十周年文藝晚會。
7月1日當日出席在香港會議展覽中心舉行的慶祝香港回歸祖國十周年大會暨香港特別行政區第三屆政府就職典禮。中午出席深港西部通道、深圳灣公路大橋及深圳灣口岸開通儀式後離開香港。

### 回歸慶典活動

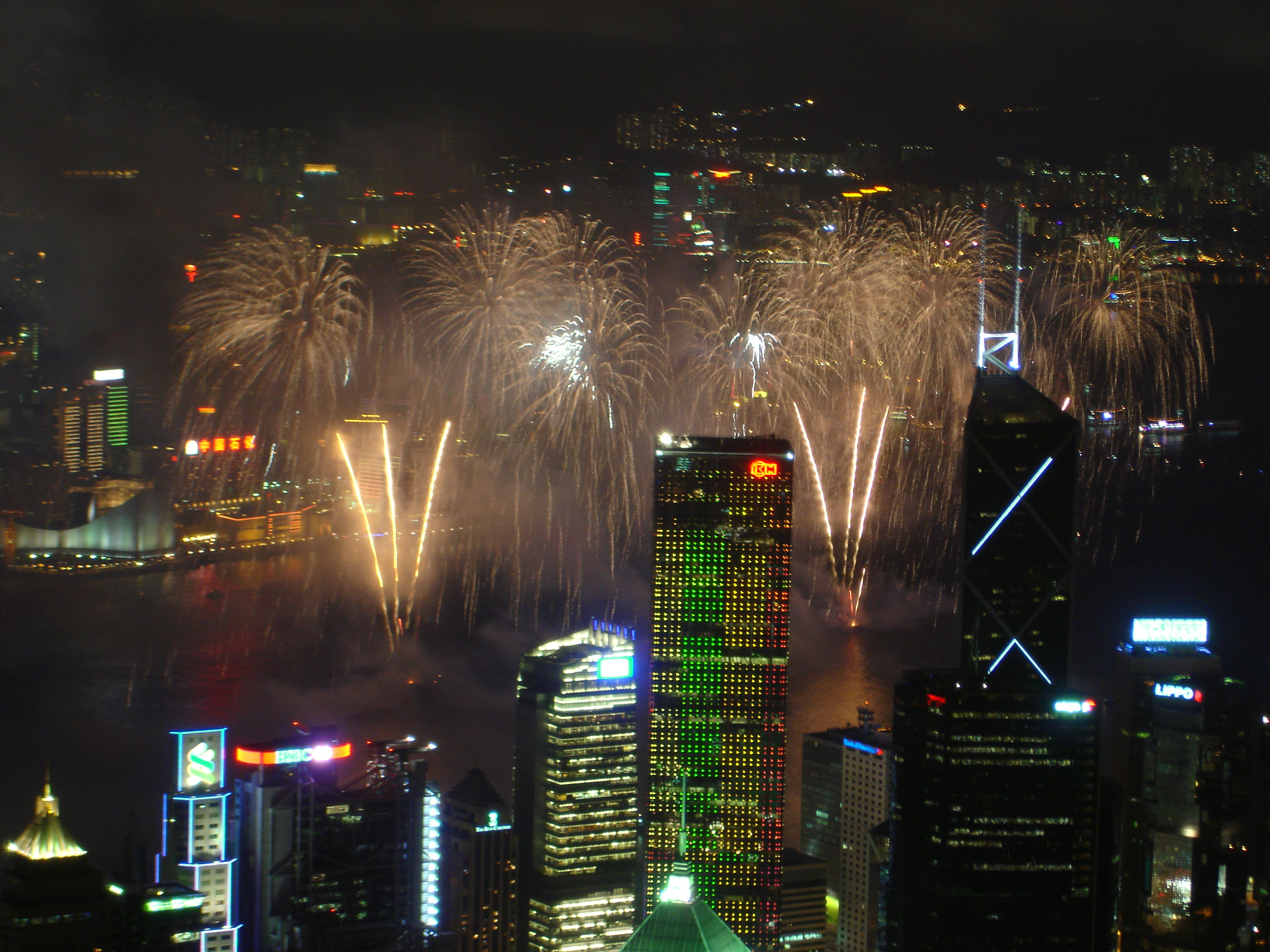
「幻彩詠香江」暨煙花匯演

- 龍聲鼓舞—萬人青年音樂會(2007年6月30日下午三時於香港體育館)
- 香港特別行政區成立十周年晚宴(2007年6月30日)
- 慶祝香港回歸祖國十周年文藝晚會 (2007年6月30日晚上八時於香港會議展覽中心)
- 香港特別行政區成立十周年升旗儀式 (2007年7月1日早上八時於金紫荊廣場)
- 慶祝香港回歸祖國十周年大會暨香港特別行政區第三屆政府就職典禮 (2007年7月1日早上九時於香港會議展覽中心)
- 共成長 共理想 香港回歸十周年大巡遊 (2007年7月1日早上十時)
- 中國郵政與香港郵政發行紀念郵票 (2007年7月1日)
- 「幻彩詠香江」暨煙花匯演 (2007年7月1日晚上八時於維多利亞港)
- 深圳、香港兩地萬名青少年在深圳舉行大聯歡活動 (2007年7月1日晚上)

### 大型展覽及會議
- 香港影視娛樂博覽2007 (2007年3月20日至4月15日)
- 「創意產業與城市發展」國際研討會 (2007年4月2日至4月3日)
- 世界善用食水日巡迴展覽 (2007年4月7日至4月19日)
- 泛珠三角「商貿通關便利化論壇」暨「區域海關關長聯席例會」 (2007年5月10日至5月11日)
- 創新科技論壇(2007年5月21日)
- 飛龍在天 – 中國恐龍與古生物展 (2007年5月25日至11月25日)
- 航運界慶祝香港回歸十周年的回顧展覽暨波羅的海國際海運公會成員歡迎酒會 (2007年6月3日)
- 「三星閃爍‧金沙流采 ─ 神秘的古蜀文明」展覽(2007年6月6日至9月9日)
- 「香港歷史與社會」國際學術研討會 (2007年6月7日至6月8日)
- 香港工業回顧 1997-2007 及前瞻 (2007年6月13日至6月15日)
- 旅遊論壇 (2007年6月15日)
- 香港海岸及海洋生態相片及影片展覽 (2007年6月16日至8月18日期間)
- 香港特別行政區成立十周年國際會議 (2007年6月18日)
- 香港中華總商會回歸十周年高峰論壇 (2007年6月22日)
- 國際社區發展協會 2007 香港會議 (2007年6月24日至6月27日)
- 香港品牌發展論壇 (2007年6月或7月)
- 《內地與香港關於建立更緊密經貿關係安排》論壇 (2007年中)
- 國之重寶 ─ 故宮博物院藏晉唐宋元書畫展 (2007年6月29日至8月13日)
- 香港保險業研討大會2007 (2007年7月5日及7月6日)
- 亞洲文化合作論壇2007 (2007年7月22日至7月26日)
- 慶祝香港特別行政區成立十周年巡迴展覽 (2007年7月)
- 中國考古新發現 (2007年7月25日至9月24日)
- 巡迴展覽展示土木工展拓展署在過去十年的工作成就 (2007年7月至9月)
- 創新博覽會 (暫定於2007年9月14日至9月19日)
- 世界文明瑰寶：大英博物館藏珍展 (2007年9月14日至12月2日)
- 規劃署巡迴展覽 (2007年9月至2008年8月)
- 香港航運週 (2007年11月)
- 歐洲藝盟領導座談會(暫定) (2007年12月)
- 亞洲金融論壇 (2007年下半年)

### 新基建項目展示
- 港深聯合治理深圳河第三期工程完工典禮 (2007年4月24日)
- 香港國際機場第二客運大樓及航空探知館開幕禮 (2007年6月1日)
- 深港西部通道開通 (2007年7月1日)
- 上水至落馬洲鐵路支線通車 (2007年8月15日)
- 八號幹線長沙灣至沙田段通車典禮 (2008年3月21日)

### 文化、教育及康樂活動
- 慶祝香港特別行政區成立十周年攝影比賽
- 第一屆香港杯中國外交知識競賽
- 香港和諧家庭選拔——香港各界婦女聯合協進會為慶祝香港回歸十周年所發起的一項競賽，用以宣揚和諧家庭的觀念。活動於2006年12月19日至2007年6月底進行。主辦單位期望透過是次活動，可以提倡家庭成員之間的家庭美德，以促進社會和諧及傳遞逆境自強的精神和訊息。而主辦單位亦希望透過活動讓社會人士重新深思家庭的關係，注重家庭成員之間的親情及和睦相處，以渡過溫馨的家庭生活。
- 香港各界青少年慶回歸十周年系列活動——內容包括中華民族文化周、多彩家園－中華各民族歌舞匯演、金紫荊廣場五四運動八十八周年升旗儀式、弦美音樂慶回歸-傑出華人青年音樂家音樂會、民族菁英論壇、與鋼琴家李雲迪真情對談、香港各界青少年慶回歸十周年大巡遊、和諧新世代·青年大匯演等等。
- 全港青年學藝比賽
- 慶祝香港特別行政區成立十周年彩旗設計比賽
- 香港特別行政區成立十周年電子賀卡設計比賽
- 康樂及文化事務署轄下的博物館、體育館及游泳池於7月1日及2日免費向市民開放。
- 「雄鷹翱翔慶回歸」——中國人民解放軍八一跳傘隊於2007年7月2日在香港大球場舉行
- 擁抱十周年Pop Rock大派對
- 團結和諧創「旗」蹟──二萬人砌出巨大國旗區旗圖案，慶祝香港回歸十周年暨香港理工大學建校七十周年。

### 體育活動
- 好運北京！香港特區十周年邀請盃馬術賽(詳見 官方網頁)
- 第一屆全港運動會
- 國際龍舟邀請賽
- 回歸盃足球賽
- 體操大匯演
- 香港體驗-2007年世界女排大獎賽(香港站)
- 萬人太極大匯演

### 文藝表演
- 粵港澳「名家薈萃」：粵港澳三地粵劇演出演出的折子戲
- 中國國家芭蕾舞團：《海盜》、《紅色娘子軍》
- 中國愛樂樂團音樂會：鋼琴名家殷承宗與樂團演奏《黃河》鋼琴協奏曲，另外李嘉齡、李垂誼、李傳韻亦與樂團同台演出
- 上海越劇院
- 中國國家話劇院、香港話劇團、台北表演工作坊：話劇《暗戀桃花源》
- 北京軍區戰友文工團、香港合唱團協會：《長征組歌》
- 戲以人傳 - 崑劇四代承傳大匯演
- 香港八和會館粵劇演出「戲說唐朝」
- 四幕大型歌劇《阿伊達》
- 莫斯科市立芭蕾舞團 ：《吉塞爾》
- 香港國際亞太現代音樂節2007
- 南麒北馬關外唐京劇名家展演

### 宗教活動
- 六宗教仝人慶祝香港回歸十周年祝願大會：香港六個宗教團體——孔教、道教、佛教、天主教、基督教、伊斯蘭教領袖聯同帶領信眾祝願香港各界人士及祖國同胞福隨時至、快樂安康，同時亦祝願祖國及香港社會和諧共融、民生安定繁榮。
- 佛光照耀香港 ─ 離島區全民舞動慶祝回歸十周年：首次於寶蓮寺天壇大佛發放煙火，並有舞龍、舞獅、歌星與地區團體表演。[2]
- 香港回歸十週年鳴鐘大典：香港佛教聯合會謹擇於香港回歸祖國十周年之際(2007年6月30日22:00至2007年7月1日1:00)於香港文化中心海旁舉行鳴鐘大典，匯集海內外高僧及佛教四眾弟子鳴鐘108響祈福，祝願香港吉祥、祖國和諧、世界和平。
- 講座：「佛教與生活」——2007年7月1日晚上於跑馬地黃泥涌道133號禮頓山社區會堂舉行，主講人為泰國朱拉隆功大學校長Venerable Prof. Dr. Phra Dharmakosajarn
- 佛教南、漢、藏三大系聯合慶祝香港回歸十週年祝福大會：2007年7月2日於香港會議展覽中心舊翼展覽廳7A舉行，南傳、漢傳、藏傳佛教三大派系長老大德主持大會。
- 山東曲阜祭孔大典
- 香港葛福臨佈道大會：2007年11月29日至12月2日於香港大球場舉行的大型基督教佈道會，講員為葛培理牧師之子葛福臨牧師 (Rev. Franklin Graham)。

### 紀律部隊活動
- 紀律部隊慶祝香港特別行政區成立十周年匯展 (2007年6月9日至10日)
- 慶祝香港回歸十周年 - 活力繽紛大會操 (2007年7月15日)

### 紀念郵票
- 香港郵政：香港特別行政區成立十周年紀念郵票

### 社區及地區慶祝活動
在2007年全年，香港十八區舉行800多項活動，慶祝香港特區成立十周年。 （页面存档备份，存于）

### 香港境外慶祝活動

#### 中國內地
- 香港舞蹈團「笑傲江湖」音樂舞劇 (駐上海辦，2007年6月8日及6月9日)
- 北京慶祝香港回歸十周年文化活動系列 (駐京辦，2007年6月至10月)
- 成都香港日 (駐成都辦，2007年6月21日)
- 北京慶祝酒會暨大型展覽開幕禮 (駐京辦，2007年6月27日)
- 香港特別行政區十周年成就展 (駐京辦，2007年6月28日至7月17日在首都博物館舉行)
- 廣東慶祝酒會暨巡迴展覽開幕禮 (駐粵辦，2007年6月26日)
- 廣東地區巡迴展覽 (駐粵辦，2007年6月至8月)
- 中部地區巡迴展覽 (駐成都辦，2007年7月至9月)
- 「十歲小小記者看香港」參與者聚會 (駐京辦，2007年7月中)
- 上海慶祝酒會暨大型展覽開幕禮 (駐上海辦，2007年6月25日)
- 華東省區巡迴展覽 (駐上海辦，2007年6月至10月)
- 廣東慶祝香港特別行政區成立十周年電視文藝晚會 (駐粵辦，2007年8月或9月)
- 香港服務業上海研討會 (駐上海辦，2007年9月下旬或10月上旬)

#### 大中華地區以外
從5月至10月，香港特區政府駐海外經貿辦事處在日本東京、韓國首爾、釜山、泰國曼谷、馬來西亞吉隆坡、新加坡、澳洲悉尼、墨爾本、布里斯班、新西蘭奧克蘭、俄羅斯莫斯科、英國倫敦、德國柏林、法國巴黎、比利時布魯塞爾、瑞士日內瓦、美國華盛頓、紐約、芝加哥、三藩市、邁阿密、波士頓、亞特蘭大、加拿大溫哥華、多倫多、渥太華、蒙特利爾等地分別舉行慶祝酒會、龍舟競賽、英語演講比賽、香港電影放映、座談會、論壇、圖片展、香港文藝團體外訪演出等各種活動，慶祝香港回歸十周年。

## 慶祝香港回歸祖國十周年大會
慶祝香港回歸祖國十周年大會暨香港特別行政區第三屆政府就職典禮（英文：Celebrations of the 10th Anniversary of Hong Kong's Return to the Motherland and Inauguration of the Third Term Government of the Hong Kong Special Administrative Region）於2007年7月1日假香港會議展覽中心5樓大廳舉行，歷時38分鐘。中央政府代表、行政會議成員、立法會議員、港區全國人大代表和政協委員、社會各界人士、香港中資企業的高層，及駐港使節團體等約二千多人出席了這個典禮。

### 宣誓就職儀式
上午9:00，中共中央总书记、国家主席胡錦濤和新的一任（第三任）香港行政長官曾蔭權一起走上主席台；胡锦涛監督曾蔭權及三司十二局官員宣誓。
曾荫权首 先宣誓道：“本人曾荫权谨此宣誓，本人就任中华人民共和国香港特别行政区行政长官，定当拥护《中华人民共和国香港特别行政区基本法》，效忠中华人民共和国 香港特别行政区，尽忠职守，遵守法律，廉洁奉公，为香港特别行政区服务，对中华人民共和国中央人民政府和香港特别行政区负责。”。之後是特别行政区主要官员和行政會議成員宣誓，由行政長官曾蔭權監誓。

### 致詞
在宣誓就職儀式之後是致詞，曾蔭權先致歡迎詞及指出香港特別行政區政府未來5年施政的重點。
其後胡錦濤致賀詞，先賀喜香港回歸十週年，感謝努力過的人；並發表「四個堅持」—包括堅持全面準確理解一國兩制、全面發展好經貿。

## 機構與民間活動

### 中國大陸
- 中國國家林業局：致送一對大熊貓「盈盈」、「樂樂」予香港飼養

### 機構
- 「九鐵藝力無限創意列車」由九廣鐵路聯同香港電台及香港藝術發展局合辦，是九鐵一系列慶回歸的活動之一。

### 電視節目
- 中央電視台、無綫電視：慶祝香港回歸祖國十周年文藝晚會
- 無綫電視、中央電視台：香港明天會更好慶回歸十周年同一首歌演唱會
- 無綫音樂台、深圳電視台：輝煌十年 - 香港回歸十周年慶典晚會
- 上海文廣新聞傳媒集團、東方衛視、無綫電視：群星耀東方 - 走進香港演唱會
- 路訊通：RoadShow慶回歸心連心晚會
- 無綫電視、英皇集團：回歸10周年煙花群星大匯演
- 中央電視台、亞洲電視、深圳電視台、香港電台：花開正十年 - 深港萬名青年慶回歸大型聯歡晚會
- 新城娛樂台：離島心連心佛光慶回歸
- 龍聲鼓舞－萬人青年音樂會

### 傳媒報導
- 《明報》：10年香港人
- 《蘋果日報》：回歸十年百人誌
- 《大公報》：慶回歸十周年各國領事系列訪談
- 《文匯報》：十年回眸 變·不變

### 影視作品
- 亞洲電視、中國中央電視台：紀錄片《新香港故事》
- 香港有線電視新聞：《風雲十載談》、《瞬間十年》、《偉大構想十年行》、《國之重寶》、《雄鷹翱翔慶回歸》、《第一屆香港杯外交知識競賽》
- 中國中央電視台：紀錄片《香港十年》
- 鳳凰衛視：紀錄片《香港特區十年》
- 香港電台：紀錄片《香港故事》、《跨越十年》、《十載風雲人物》、《97同學會》、《鏗鏘集之「第一個十年」》、《想一想香港》
- 星空衛視、北京電視台：紀錄片《香港傳奇》
- 無綫電視：紀錄片《香港回歸十載情》、《星期日檔案：回歸十年》、《十載飛躍新里程》；訪談節目《董建華的特首歲月》、《拾年》；一分鐘資訊《瞬間看十年》、《回歸十年呢分鐘》；遊戲節目《最緊要進步》
- 亞洲電視：紀錄片《解密百年香港》、《古寶尋踪》、《回歸十周年之十年人事》、《回歸十年 跨越新里程》
- 中央電視台中國電視劇製作中心、中國共產黨廣東省委員會宣傳部、廣東電視台：電視劇《香港姊妹》
- 電視劇：《榮歸》(亞洲電視在港播放時更名為：《香港傳奇-榮歸》)
- 無綫電視、中央電視台：電視劇《歲月風雲》
- 寰亞電影有限公司：電影《每當變幻時》
- 中國電影集團公司、長春電影製片廠：電影《香港日記》
- 中央新聞紀錄電影製片廠：電影紀錄片《你好，香港》
- 東方電影出品有限公司：電影《女人本色》
- 銀都影片有限公司：電影《老港正傳》
- 惡搞曲《福佳始終有你》、《整死香港有你》

### 文化及藝術項目
- 進念二十面體：舞台劇《東宮西宮5---2097 Back to the清朝》  （页面存档备份，存于）
- 中國人民解放軍戰士文工團：《神聖》——慶祝解放軍進駐香港十周年文藝晚會(6月19日至20日)
- 慶香港回歸暨中國外交郵品展覽 (7月6日至8月5日於香港文物探知館舉行)

### 學校
- 佛教黃焯庵小學：佛教黃焯庵小學慶祝香港回歸十年大型展覽

### 體育項目
- 6月19日：香港各區龍舟競渡
- 6月23日至24日：香港國際龍舟邀請賽
- 7月1日至2日：中國人民解放軍八一跳傘隊跳傘表演
- 7月1日：回歸盃足球賽—香港明星隊對中國明星隊、拜仁慕尼黑對聖保羅、中國國家隊對世界明星隊
- 7月2日：香港特區十周年紀念盃、2006/07年度冠軍人馬獎頒獎禮
- 7月7日至8日：全城勁舞賀回歸
- 7月12日至15日：慶祝香港特別行政區政府成立十周年 — 歐亞桌球大師挑戰賽 2007
- 7月13日至14日：體操大匯演

### 頒獎典禮
- 香港電台、香港電影金像獎協會：香港特區十周年電影選舉
- 香港各界婦女聯合會：香港各界婦女慶祝回歸十周年文藝晚會暨香港和諧家庭選拔頒獎禮
- 香港電台：香港回歸十周年電視大獎頒獎典禮
- 香港電台、香港作曲家及作詞家協會：香港回歸十年十大金曲頒獎典禮-->

### 選舉
- 香港《文匯報》等數十家本地媒體：香港回歸十周年 十件大事評選
- 2007年度香港小姐競選決賽

### 其他項目
香港對1997年出生人士推出優惠活動，不限香港兒童。
- 2007年6月2日，120多名1997年7月1日出生的香港小童，在禮賓府切生日蛋糕，與特別行政區共慶生日。
- 香港海洋公園：於1997年出生的香港居民、海內外遊客於7-8月期間可免費入場
- 昂坪360：於1997年7月出生的香港居民可免費乘坐 (但因6月11日纜車墮下事故而停駛)
- 香港迪士尼樂園：於1997年出生的香港居民、海內外遊客可免費獲得全年通行證1張
- 香港濕地公園：於1997年出生的香港居民、海內外遊客於7-8月期間參觀濕地公園可獲贈紀念品

## 外部連結
- 香港特區成立十周年官方網站[]

## 專題網頁

### 香港
- 有線新聞
- 香港電台
- 大公報
- 文匯報 （页面存档备份，存于）
- 鳳凰網1、2

### 内地
- 人民網 （页面存档备份，存于）
- 新華網 （页面存档备份，存于）
- 央視國際1 （页面存档备份，存于）、2 （页面存档备份，存于）
- 中國廣播網 （页面存档备份，存于）
- 國際在線 （页面存档备份，存于）
- 中國網 （页面存档备份，存于）
- 中新網 （页面存档备份，存于）